# مزرعه ایوب‌آباد شماره ۲
مزرعه ایوب‌آباد شماره ۲ روستایی در دهستان سفیددشت بخش مرکزی شهرستان آران و بیدگل استان اصفهان ایران است.

## جمعیت
بر پایه سرشماری عمومی نفوس و مسکن در سال ۱۳۹۵ جمعیت این روستا ۳۱ نفر (۱۰خانوار) بوده‌است.